# Росток, Пауль
Пауль Росток (нем. Paul Rostock; 18 января 1892 год Кранц, ныне Зеленоградск — 17 июня 1956 год, Бад-Тёльц, Бавария) — немецкий хирург. С 1943 года ответственный за медицинские исследования при генеральном комиссаре санитарной службы и здравоохранения Третьего рейха Карла Брандта. Один из обвиняемых на Нюрнбергском процессе над врачами. Был оправдан.

## Биография
Пауль Росток учился в университетах Грайфсвальда и Йены. По окончании медицинского образования в 1921 году начинает работу в хирургической клинике университета Йены. С 1927 по 1933 гг. работает в Бохуме где и познакомился с Карлом Брандтом. В 1936 году становится профессором.
1 мая 1937 года вступает в НСДАП (партийный билет № 5 917 621), а 20 февраля 1940 года и в национал-социалистический союз врачей (нем. Nationalsozialistischen Deutschen Ärztebund) (номер 31 569). В 1941 году становится профессором и руководителем II хирургической университетской клиники в Берлине. В 1942 г. становится деканом медицинского факультета, а в 1943 г. ответственным за медицинские исследования при генеральном комиссаре санитарной службы и здравоохранения Карле Брандте.

## Нюрнбергский процесс над врачами
Предстал в качестве одного из обвиняемых на процессе над врачами. Нюрнбергский процесс над врачами проходил с 9 декабря 1946 по 20 августа 1947 года.
Был обвинён в экспериментах над заключёнными концлагерей по изучению прививок от тифа, жёлтой лихорадки, влияния морской воды на здоровье человека.
Был признан невиновным.
После освобождения работал по специальности в госпитале имени Рихарда Вагнера в Байройте.